# La Visitation avec Marie-Jacobie et Marie-Salomé
La Visitation avec Marie-Jacobie et Marie-Salomé est un tableau réalisé par le peintre italien Domenico Ghirlandaio en 1491. Cette tempera sur bois de peuplier est une peinture chrétienne qui représente un épisode du Nouveau Testament rapporté dans l'Évangile selon Luc, la Visitation de la Vierge. Elle figurant Élisabeth accueillant Marie à genoux devant une ouverture qui donne sur un paysage urbain, entre Marie Jacobé et Salomé. Le revers du panneau comprend des volutes visibles à l'œil nu ainsi que des études de figures que la réflectographie infrarouge a révélées. Commandée par Lorenzo Tornabuoni pour une chapelle de ce qui est désormais l'église Santa Maria Maddalena dei Pazzi, à Florence, l'œuvre est conservée depuis 1812 au musée du Louvre, à Paris, en France.